# Илукстский район
Илукстский район (латыш. Ilūkstes rajons) — бывший административный район Латвийской ССР.

## История
Илукстский район был образован Указом Президиума Верховного Совета Латвийской ССР от 31 декабря 1949 года.
7 декабря 1956 года к Илукстскому району была присоединена часть территории упразднённого Акнистского района.
Район состоял из города Илуксте, Бебренского, Двиетского, Лашского, Пилскалнского, Продского, Раудского, Свентского и Эглайнского сельских советов. Районным центром был город Илуксте.
Расстояние от Риги по железной дороге составляло 243 км. Ближайшей железнодорожной станцией была Илуксте, находившаяся в 6 км от районного центра.